# Вулиця Академіка Корольова (Мелітополь)
Вулиця Академіка Корольова — вулиця в Мелітополі в історичному районі Новий Мелітополь. Починається як проїзд серед багатоповерхової забудови, перетинає Інтеркультурну вулицю, йде на південь через приватний сектор і закінчується перехрестям з Польовою вулицею.

## Назва
Вулиця названа на честь Сергія Павловича Корольова (1906—1966) — українського радянського ракетобудівника, конструктора перших радянських космічних апаратів.
Також в Мелітополі є провулок Академіка Корольова і 2-й провулок Академіка Корольова.

## Історія
Вулиця згадується 17 січня 1939 року як вулиця Куйбышева.
6 серпня 1964 року було затверджено проєкт прокладки нової вулиці Куйбишева-Північної, яка 18 серпня 1966 року була включена у склад вулиці Куйбишева.
В 2016 року в ході декомунізації перейменована на вулицю Академіка Корольова.